# Kinh tế carbon thấp
Một nền kinh tế carbon thấp (Low Carbon Economy-LCE, low-fossil-fuel economy LFFE), hoặc kinh tế không carbon là một nền kinh tế dựa trên các nguồn năng lượng ít cácbon mà có một sản lượng tối thiểu phát thải khí nhà kính (GHG) vào sinh quyển, nhưng đặc biệt đề cập đến khí nhà kính cacbon dioxide. Việc thải khí GHG do hoạt động của con người (con người) là nguyên nhân chính của ấm lên toàn cầu (biến đổi khí hậu) kể từ giữa thế kỷ 20. Tiếp tục phát thải khí nhà kính sẽ gây ra những thay đổi lâu dài hơn nữa và lâu dài trên khắp thế giới, tăng khả năng tác động nghiêm trọng, tràn lan và không thể đảo ngược đối với con người và các hệ sinh thái.
Chuyển đổi sang nền kinh tế các bon thấp trên phạm vi toàn cầu có thể mang lại những lợi ích đáng kể cho cả các nước phát triển và đang phát triển. Nhiều quốc gia trên thế giới đang thiết kế và thực hiện các chiến lược phát triển khí thải thấp (LEDS). Các chiến lược này nhằm đạt được các mục tiêu phát triển kinh tế, xã hội và giảm phát thải khí nhà kính và tăng khả năng thích ứng với các tác động của biến đổi khí hậu.
Do đó các nước có nền kinh tế các bon thấp được các nước có thể đưa ra kết luận này xem như là một phương pháp để tránh biến đổi khí hậu thảm khốc, và là tiền thân của nền kinh tế phi carbon cao cấp hơn.

## Lý do và mục tiêu
Các quốc gia có thể tìm cách trở thành nền kinh tế có ít carbon hoặc loại bỏ carbon như là một phần của chiến lược giảm thiểu biến đổi khí hậu quốc gia. Một chiến lược toàn diện để giảm nhẹ biến đổi khí hậu là thông qua trung hòa carbon.
Mục đích của LCE là lồng ghép tất cả các khía cạnh của nó từ sản xuất, nông nghiệp, vận tải và phát điện, vv xung quanh các công nghệ sản xuất năng lượng và vật liệu có ít phát thải GHG và do đó xung quanh các khu định cư, và các thiết bị sử dụng năng lượng và vật liệu một cách hiệu quả, và vứt bỏ hoặc tái chế chất thải của chúng để có sản lượng GHG tối thiểu. Hơn nữa, người ta đã đề xuất rằng để chuyển đổi sang nền kinh tế LCE, chúng ta phải tính một chi phí (mỗi đơn vị đầu ra) vào GHG thông qua các phương tiện như buôn bán khí thải và/hoặc thuế cacbon.
Một số quốc gia hiện nay có nền kinh tế các bon thấp: những xã hội này không được công nghiệp hoá hoặc chưa đông dân. Để tránh thay đổi khí hậu ở cấp độ toàn cầu, tất cả các quốc gia đều coi các xã hội nhiều khí thải carbon và các xã hội đông dân cần phải trở thành các xã hội và các nền kinh tế phi carbon. Một số quốc gia cam kết cắt giảm phát thải 100% thông qua phát thải bù trừ thay vì ngừng phát thải tất cả các phát thải (tính trung hòa cacbon); nói cách khác, phát ra sẽ không chấm dứt nhưng sẽ tiếp tục và sẽ được bù đắp cho một khu vực địa lý khác. Hệ thống giao dịch phát thải của EU cho phép các công ty mua tín dụng carbon quốc tế, do đó các công ty có thể kênh công nghệ sạch để thúc đẩy các nước khác áp dụng các phát triển các-bon thấp.

### Lợi ích của nền kinh tế các-bon thấp
Các nền kinh tế các bon thấp mang lại nhiều lợi ích cho sự bền vững của hệ sinh thái, thương mại, việc làm, sức khoẻ, an ninh năng lượng và khả năng cạnh tranh công nghiệp.

#### Lợi ích cho khả năng phục hồi hệ sinh thái
Các chiến lược phát triển phát thải thấp cho ngành sử dụng đất có thể ưu tiên bảo vệ các hệ sinh thái giàu cacbon không chỉ để giảm phát thải mà còn để bảo vệ đa dạng sinh học và bảo vệ sinh kế của người dân nhằm giảm đói nghèo ở nông thôn - tất cả những điều này có thể dẫn tới nhiều hệ thống chống chịu với khí hậu hơn. một báo cáo của Chiến lược phát triển toàn cầu phát thải thấp (LEDS GP). Các sáng kiến về REDD + và cacbon xanh là một trong những biện pháp sẵn có để bảo tồn, quản lý bền vững và khôi phục các hệ sinh thái giàu cacbon này, điều quan trọng đối với việc lưu giữ và hấp thụ các-bon tự nhiên và để xây dựng các cộng đồng chịu được biến đổi khí hậu.

#### Tạo việc làm
Việc chuyển đổi sang các nền kinh tế ít carbon, môi trường và xã hội bền vững có thể trở thành động lực thúc đẩy việc tạo việc làm, nâng cao việc làm, công bằng xã hội và xóa đói giảm nghèo nếu được quản lý tốt với sự tham gia đầy đủ của chính phủ, người lao động và các tổ chức của người sử dụng lao động.
Ước tính từ mô hình Liên kết Kinh tế Toàn cầu của Tổ chức Lao động Quốc tế cho thấy rằng thay đổi khí hậu không bị ảnh hưởng, với các tác động tiêu cực đến các doanh nghiệp và người lao động, sẽ có những tác động tiêu cực đến sản lượng trong nhiều ngành, giảm sản lượng 2,4% vào năm 2030 và 7,2% vào năm 2050.
Chuyển đổi sang nền kinh tế các-bon thấp sẽ gây ra sự dịch chuyển về khối lượng, thành phần và chất lượng việc làm giữa các ngành và sẽ ảnh hưởng đến mức độ và phân phối thu nhập. Nghiên cứu chỉ ra rằng tám ngành sử dụng khoảng 1,5 tỷ công nhân, khoảng một nửa lực lượng lao động toàn cầu, sẽ trải qua những thay đổi lớn: nông nghiệp, lâm nghiệp, đánh bắt, năng lượng, sản xuất tài nguyên, tái chế, xây dựng và vận tải.

#### Cạnh tranh kinh doanh
Phát thải công nghiệp phát thải thấp và hiệu quả nguồn tài nguyên có thể mang lại nhiều cơ hội để tăng sức cạnh tranh của các nền kinh tế và công ty. Theo Quan hệ đối tác phát triển toàn cầu phát thải thấp (LEDS GP), thường có một trường hợp kinh doanh rõ ràng để chuyển sang công nghệ phát thải thấp hơn, với thời gian hoàn vốn chủ yếu từ 0,5–5 năm, tận dụng đầu tư tài chính.

#### Chính sách thương mại được cải thiện
Các chính sách thương mại và thương mại có thể đóng góp cho nền kinh tế các-bon thấp bằng cách cho phép sử dụng hiệu quả hơn các nguồn lực và trao đổi quốc tế về hàng hóa và dịch vụ thân thiện với khí hậu. Loại bỏ thuế quan và các rào cản phi thương mại đối với việc kinh doanh năng lượng bền vững và các công nghệ giúp tăng hiệu quả năng lượng là một trong những biện pháp như vậy. Trong một lĩnh vực mà các sản phẩm thành phẩm bao gồm nhiều thành phần vượt biên giới rất nhiều lần - một turbine gió điển hình, ví dụ, có tới 8.000 thành phần - thậm chí chỉ cần cắt giảm thuế nhỏ cũng sẽ làm giảm chi phí. Điều này sẽ làm cho các công nghệ này trở nên giá cả phải chăng và cạnh tranh trên thị trường toàn cầu, đặc biệt là khi kết hợp với việc loại bỏ các công cụ sử dụng nhiên liệu hóa thạch.

### Chính sách năng lượng

#### Năng lượng tái tạo và hiệu suất năng lượng

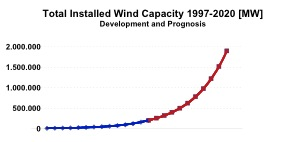
Công suất điện gió được lắp đặt trên toàn thế giới 1997–2020 [MW], lịch sử và dự đoán. Nguồn dữ liệu: [http://www.wwindea.org/ WWEA

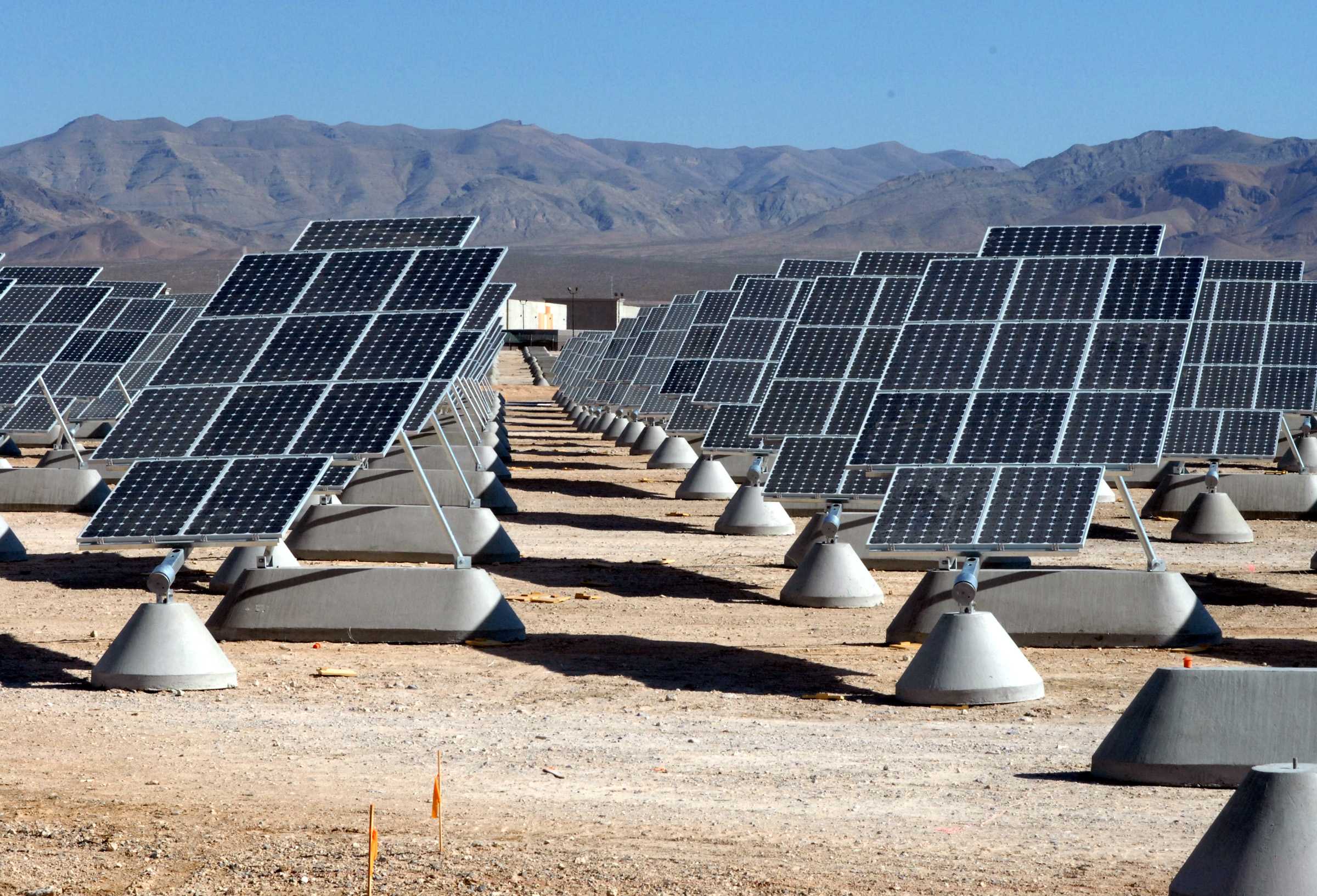
Các tấm pin mặt trời tại Nhà máy năng lượng mặt trời Nellis. Các tấm này đi theo mặt trời ở một góc cố định. Credit: U.S. Air Force photo by Senior Airman Larry E. Reid Jr.

Những tiến bộ gần đây về công nghệ và chính sách sẽ cho phép năng lượng tái tạo và việc sử dụng năng lượng hiệu quả đóng vai trò chính trong việc thay thế nhiên liệu hóa thạch, đáp ứng nhu cầu năng lượng toàn cầu trong khi giảm lượng khí thải cacbon dioxide. Công nghệ năng lượng tái tạo đang được thương mại hóa nhanh chóng, và kết hợp với lợi ích về mặt hiệu quả, có thể đạt được giảm phát thải lớn hơn nhiều so với mỗi bên hoạt động một cách độc lập.